# Catedral de San Pedro y San Pablo (Gliwice)
La Catedral de San Pedro y San Pablo o simplemente Catedral de Gliwice (en polaco: Katedra św. Apostołów Piotra i Pawła) es el nombre que recibe un templo católico que funciona como la catedral de Gliwice, en el distrito central de esa ciudad de Polonia.
La iglesia fue construida entre 1896 a 1900 y fue inicialmente una iglesia filial de la parroquia de Todos los Santos. En 1908 se erigió la parroquia de San Pedro y Pablo, y su primer párroco fue Monseñor Józef Jagło.
Sus campanas fueron confiscadas en 1917 durante la Primera Guerra Mundial. Entre 1934-1936 fue renovada y reparada. En enero de 1945 sufrió por el bombardeo soviético de las posiciones alemanas durante la Segunda Guerra Mundial, daños que serían reparados poco después (1945-1946). Las autoridades locales renovaron la estructura por última vez en 2009.
En 1992, el papa Juan Pablo II erigió la diócesis de Gliwice, y la iglesia parroquial de San Pedro y Pablo fue elevada a la dignidad de la catedral.

## Véase también

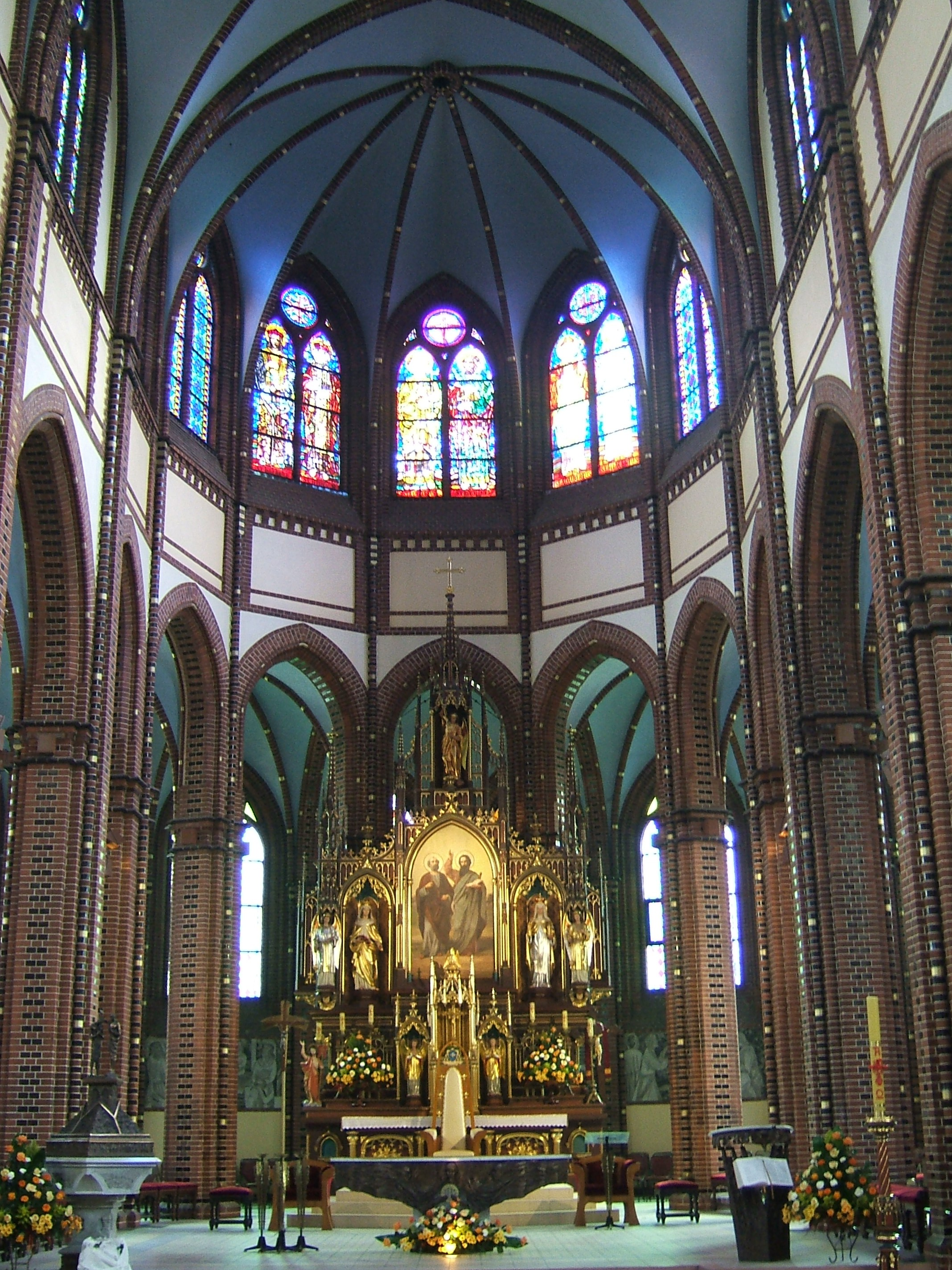
Vista interna